# Corazones extremos
Corazones Extremos (en inglés: Hearts Ends), es una teleserie juvenil venezolana producida por Latina Producciones para la cadena Venevisión. Original del escritor Carmelo Castro.  

## Sinopsis
“Corazones extremos” remite al clásico Romeo y Julieta, la historia es contada en tiempo actual en el ámbito de los deportes extremos.
Protagonizada por Ismael Montes (Juan Miguel Fuentes), Elizabeth Capeleti (Diana Marcoccia) y Sandra Fontana - Daniela Vielman, la serie involucra a dos familias enemistadas cuyo accionar se verán obligados a modificar a partir del hecho que sus hijos adolescentes se enamorarán.

## Elenco
- Juan Miguel Fuentes Marini como Ismael Montes.
- Diana Marcoccia como Elizabeth Cappelletti.
- Daniela  Vielman como Sandra Fontana.
- Daniel Martínez Campos como Oswaldo Cappelletti.
- Vanessa Rangel como Herminia Cappelletti.
- Asdrúbal Blanco como Fernando Cappelletti.
- Everson Ruiz como Ricky Bascarán.
- Karen Pita como Marina Cortés.
- Fabian Moreno como Alexander Cortés.
- Alexander Da Silva como Memo.
- Carlos Da Gama como Toby.
- Marian Zerpa como Estrella.
- Andrea Del Alba como Roxana.
- Ahyrín Ollarver como Cindy.
- Evelyn Castillo como Rita.
- Orlando Márquez como Rafael.
- Anthony Texeira como Polo.
- Andrea Pedroso  como Fabiola.
- Emmanuel Palomares como Julio.

## Emisiones
Fue estrenada el 12 de abril de 2010 y cancelada con tan solo haber emitido un capítulo. En julio de 2010 se transmitió en Ecuador a través de TC Televisión. Estuvo protagonizada por Diana Marcoccia y Juan Miguel Fuentes  y las participaciones antagónicas de Daniela Vielman y Daniel Martínez Campos.
Después de haber sido pospuesta su emisión en el 2010 en Venezuela, regresó el 31 de enero de 2011 a las 18 en Venevisión y a mediados de marzo fue sacada nuevamente del aire. 
También en 2011 fue emitida en República Dominicana por Antena Latina obteniendo buenos resultados de audiencia. A partir del 27 de agosto de 2011 vuelve a las pantallas de Venevisión en Venezuela los sábados y domingos a las 10:00am.

## Dato
- El diseñador de modas Gionni Straccia, responsable del vestuario de muchas candidatas al concurso Miss Venezuela, hizo una participación especial en la historia.